# راديو المستقبل
راديو المستقبل، إذاعة في فلسطين المحتلة ذات طابع ثقافي وتعليمي واجتماعي. تبث على موجة الـ (FM) بتردد 95.3، وأيضا عبر موقعها الرسمي ومواقع أخرى على الإنترنت.

## نشأة الإذاعة
تم إنشاء راديو المستقبل في العام 2006 تحديد في 1/1/2006 ومع بداية العام كانت الانطلاقة شبه تجريبية لكن سرعان ما تحولنا إلى البث الرسمي والانتهاء من البث التجريبي بعد مرور النصف الأول من ذات العامز حيث استطاعت اذاعة المستقبل وفي خلال فترة قصيرة احتلال الصدارة الأولى من بين اذاعات الضفة الغربية والتخطي عن اذاعات أخرى كانت قد مر عليها عشرة اعوام وأكثر.

## الفريق التقني
استطاع الفريق التقني نشر الإذاعة بين الشعب الفلسطيني والشعب العربي في وقت قصير معتمدا على وسائل التكنولوجيا والإنترنت ومن خلال اعلام الجميع بنشوء اذاعة المستقبل واستمر في ذلك النجاح الباهر قرابة 3 سنوات مستمرة واذ فوجيء ببث راديو مزاج من الأردن يبث على موجة 95.3 اف وبتداخل مباشر نحو الأراضي الفلسطينية المحتلة. وكانت المصيبة الكبرى لاحقا حيث ان الاحتلال قام بالتشويش وادخال مواد عبرية الصنع للبث على ذات التردد وهو ما أدى إلى تضاعف الوضع سوءا وتراجعها لكن ما بات الامر ان ينتهي بعد عدة قضايا رفعت من خلال محامي الإذاعة ضد الإذاعة الإسرائيلية حتى تم مفاجئة الجميع بقرار سلطة الاحتلال ان لا يحق لنا استخدمام الموجة علما ان التراخيص معطاه للإذاعة منذ إنشاءاها وهي بتجديد مستمر وحسب طلب وزارة الاتصالات ووزارة الاعلام الفلسطينية وكافة الرسوم والمستحقات مدفوعة لكلا الطرفين إضافة إلى موافقة وزارة الداخلية الفلسطينية.
وأخيرا قرر القسم التقني ان يبقى البث على الإنترنت ومحاولة إنشاء فضائية ونقل بث الإذاعة مباشرة من خلالها عبر قمر النايل سات وهو قرار سليم حيث بعد مشاورات عدة وافق مجلس الإدارة على القرار وسيبدأ بث اذاعة المستقبل عبر قمر النايل سات قريبا وهما الآن في المراحل الأخيرة لذلك حيث يتم الآن الجهيز النهائي بعد فحص وتجربة كافة الأدوات ومشغلات البث...

## الأهداف
ان مسيرة اذاعة المستقبل لا تقتصر على وضع وموقع معين حيث انها دائما في تجدد جديد من برامج وكان شعارها منذ الانطلاقة طاقات ابداعية شابة وهو ما يرمز إلى ان التجديد مستمر في ذاتها وكيانها.
إذاعة لكل أبناء الشعب الفلسطيني تهتم بقضايا بشكل خاص وهي ليست قاصرة علي لون معين فهي إذاعة إخبارية اجتماعية تربوية وثقافية... إلخ. تبث الإذاعة بجهاز قوته2.5 ك هرتز، وترددها 95.3 إف إم.

## روابط خارجية
الموقع الرسمي لراديو المستقبل